# Statue-menhir de Durenque
La statue-menhir de Durenque est une statue-menhir appartenant au groupe rouergat découverte à Durenque, dans le département de l'Aveyron en France.

## Historique
La statue-menhir a été découverte en 1940 près des lieux-dits de La Camazie-Salvetat sur une crête. La statue-menhir est inscrite monument historique au titre d'objet depuis le 14 octobre 2019.

## Description
La statue-menhir mesure 1,14 m de hauteur pour une largeur maximale de 0,38 m et une épaisseur de 0,10 m. La statue est complète mais elle a été endommagée par les instruments aratoires (traits barrant le visage). C'est une statue-menhir masculine. Elle se singularise comme étant la seule statue-menhir connue du groupe rouergat où la tête est nettement dégagée du reste du corps et l'une des rares où la bouche du personnage est représentée. Cette bouche pourrait avoir été rajoutée ultérieurement. Le personnage comporte des bras et des mains mais ni jambes ni pieds. Il porte une ceinture, un baudrier et « l'objet ». La face postérieure de la statue ne comporte aucune gravure.
Le style général de la statue rappelle celui des statues-menhirs de la Lunigiana en Italie.
La statue est conservée au musée François Fabié. Une réplique est visible au musée Fenaille de Rodez et une autre réplique a été dressée sur le lieu de la découverte.